# Sensationsprocessen
Sensationsprocessen er en amerikansk stumfilm fra 1923 af Clarence Brown.

## Medvirkende
- Claire Windsor som Madeline Ames
- Norman Kerry som Robert Armstrong
- Richard Travers som Kenneth Winthrop
- Barbara Bedford som Edith Craig
- Charles Wellesley som Andrew Prentice
- Frederick Vroom som Carter Ames
- Mildred Manning som Mrs. Crown